# Zubîlne, Lokaci
Zubîlne (în ucraineană Зубильне) este localitatea de reședință a comunei Zubîlne din raionul Lokaci, regiunea Volînia, Ucraina.

## Demografie
Componența lingvistică a localității Zubîlne
     Ucraineană (99,78%)
     Alte limbi (0,22%)
Conform recensământului din 2001, majoritatea populației localității Zubîlne era vorbitoare de ucraineană (99,78%), existând în minoritate și vorbitori de alte limbi.